# Nederlands Openluchtmuseum
Nederlands Openluchtmuseum – muzeum architektury na wolnym powietrzu w pobliżu Arnhem, gromadzące stare domy, zagrody i fabryki, warsztaty rzemieślnicze, wiatraki i mosty zwodzone nad kanałami, pochodzące z całej Holandii. Otwarte dla publiczności 13 lipca 1918.

## Historia

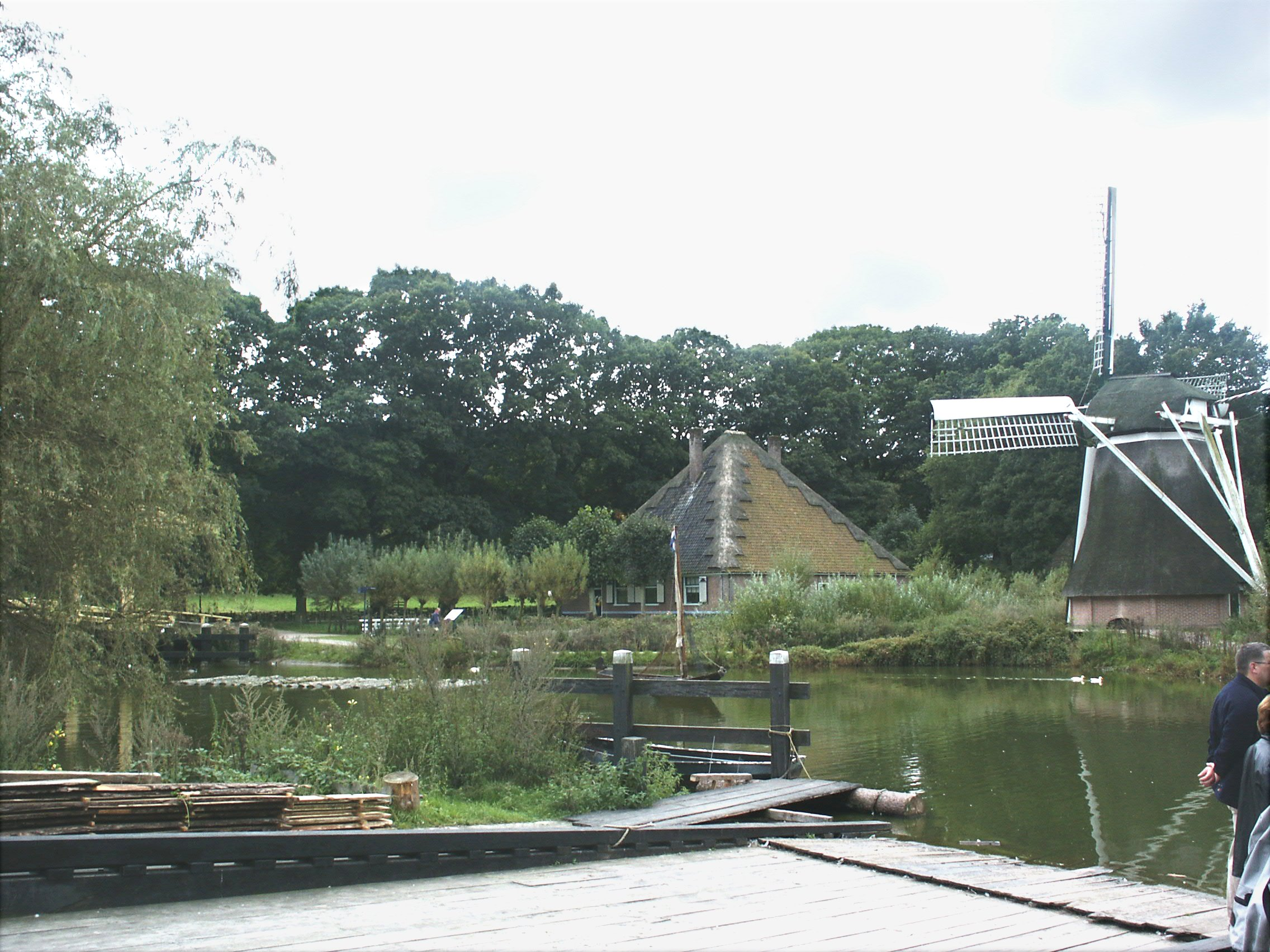
Fragment muzeum

### Okres 1912–1945
W 1912 roku grupa osób, zaniepokojonych wzrostem uprzemysłowienia i urbanizacji, zagrażającym bogatemu dziedzictwu tradycji i różnorodności regionalnej Holandii, powołała Vereeniging Nederlandsch Openluchtmuseum (z niderl. Stowarzyszenie na rzecz Skansenu Holenderskiego) w Arnhem. Stowarzyszenie wydzierżawiło majątek Waterberg od miasta Arnhem i przeniosło na jego teren sześć budynków. Skansen holenderski został otwarty dla publiczności w dniu 13 lipca 1918.
W 1941 roku muzeum tymczasowo przemianowano na Rijksmuseum voor Volkskunde (Państwowe Muzeum Etnograficzne), a pierwotne stowarzyszenie na Vrienden van het Nederlands Openluchtmuseum (Przyjaciele Skansenu Holenderskiego). Podczas bitwy o Arnhem muzeum udzieliło schronienia ewakuowanym oraz członkom holenderskiego ruchu oporu, którzy wkrótce musieli uciekać w inne miejsca. Podczas walk zostało zniszczonych kilka budynków, wraz z kolekcjami strojów regionalnych i malowanych mebli.

### Czas powojenny
W 1970 oddział Zaan został częściowo zniszczony przez pożar. Dwa mniejsze budynki całkowicie przepadły. Na ich miejscu zbudowano wozownię i ogródek rekreacyjny.
W 1987 skansen stanął w obliczu groźby zamknięcia. Ze wsparciem dla placówki pospieszyło jednak holenderskie społeczeństwo. 1 stycznia 1991 roku pełną odpowiedzialność za dalsze istnienie muzeum jako niezależnej organizacji przejęła fundacja Het Nederlands Openluchtmuseum. Budynki i obiekty skansenu pozostały jednak własnością państwa. Rząd zapewnia fundacji roczną dotację na zarządzanie i utrzymanie muzeum, które ze swej strony jest odpowiedzialne za swą działalność. Od tego czasu muzeum poszerzyło zakres dotychczasowych zainteresowań życiem i pracą na wsi o kulturę życia codziennego. Ożywiono ponadto prezentacje historyczne. W parku muzealnym przykładowo można spotkać kołodzieja i młynarza, dających pokazy swojej pracy. 
Skansen stworzył własny indywidualny typ muzealnictwa, wprowadzając nową tematykę, długi czas pomijaną przez tradycyjne muzea, przekonane, iż nie pasuje ona do tradycyjnego wizerunku holenderskiej kultury. Uwagę poświęcono na przykład nowoczesnemu rozwojowi wsi, ukształtowaniu się dużych gospodarstw rolnych, które musiały zrobić miejsce dla szybkich połączeń kolejowych. W barakach molukańskich prezentowana jest historia ponad 12 tysięcy przybyszy z Moluków, którzy uzyskali azyl w Holandii i zostali zakwaterowani w pobliżu Westerbork (rozczarowani stosunkiem Holandii do ich sprawy narodowej weszli wkrótce na drogę terroryzmu). Ukazano też inne ciemne strony historii Holandii, jak np. strajk robotników rolnych w Groningen w roku 1929. W maju 2005 Skansen otrzymał tytuł Europejskiego Muzeum Roku (European Museum of the Year).

## Zbiory
W zbiorach holenderskiego Skansenu znajduje się około 170 000 eksponatów, takich jak wózki, tekstylia domowe, stroje regionalne, obrazy, zabawki, meble, narzędzia, sprzęt rolniczy i grafika. Część eksponatów jest wystawiona w muzeum, ale większość znajduje się w magazynie. Istnieją również zbiory dokumentów, obejmujące fotografie, filmy, slajdy, czasopisma i książki.

### Galeria

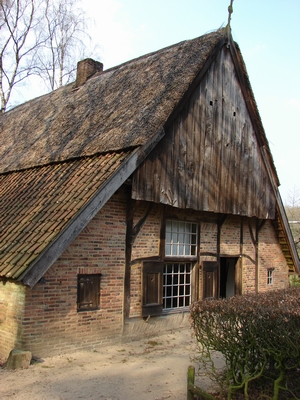
Chata saksońska „Los Hoes”
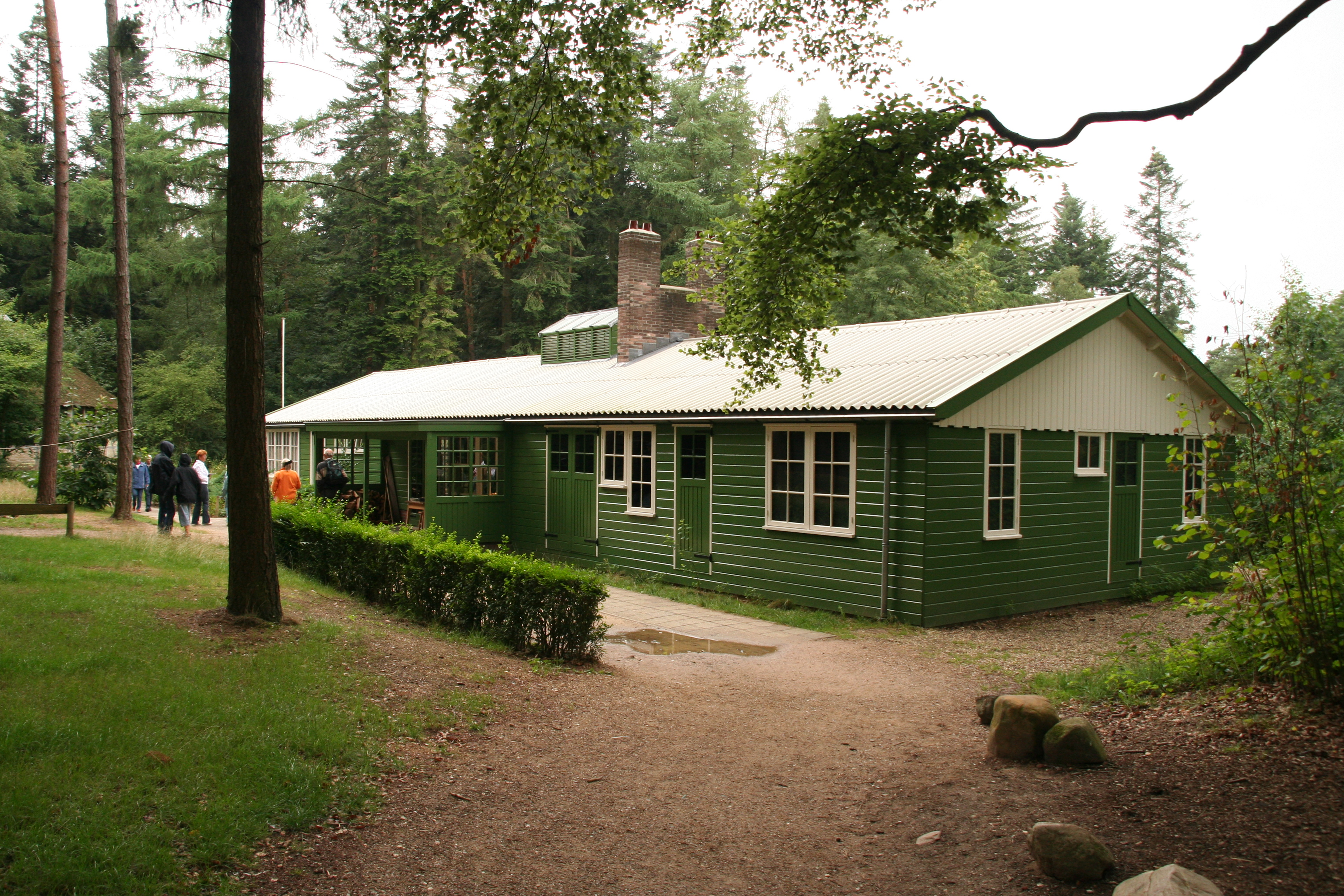
Zachowany barak molukański
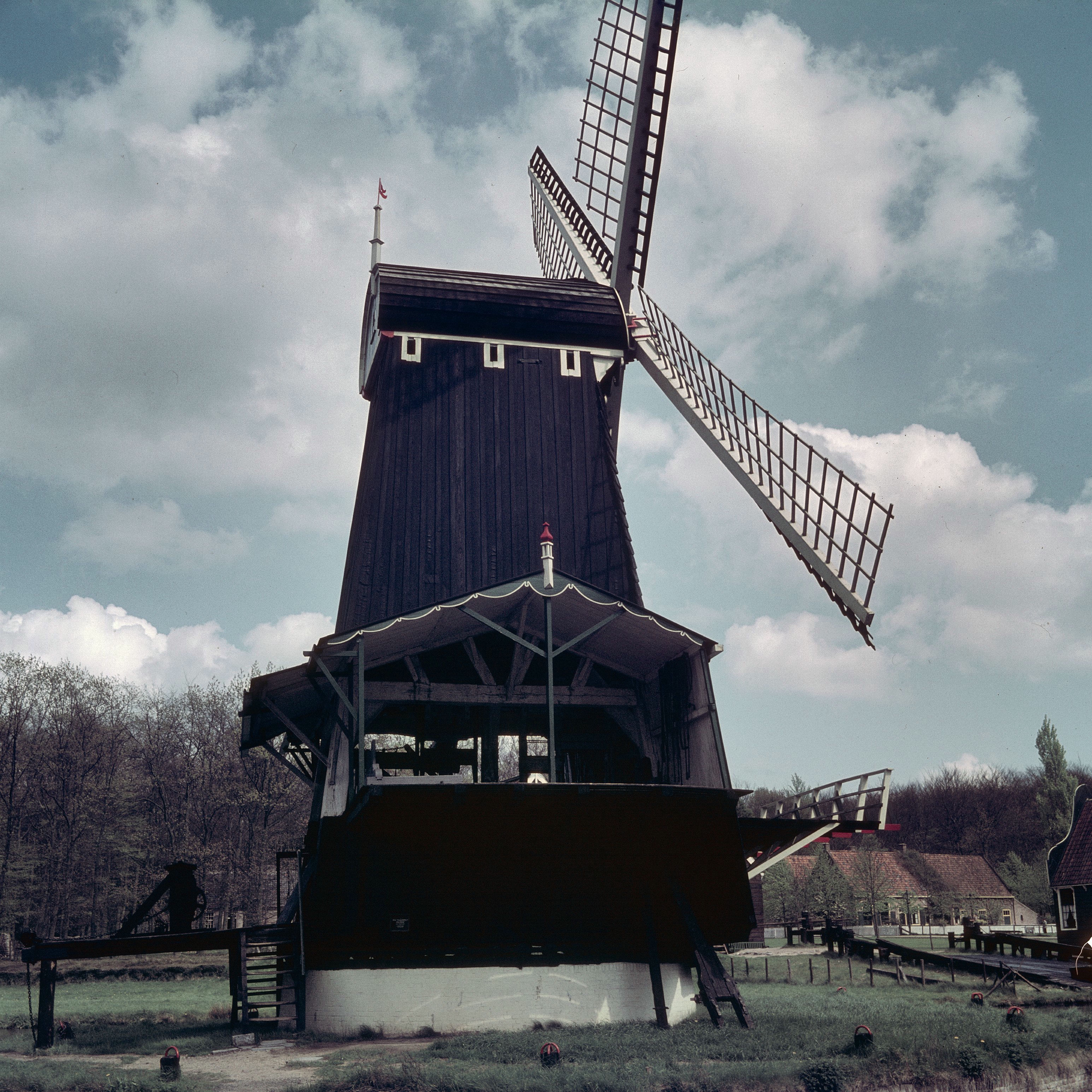
Zabytkowy wiatrak z Numansdorp
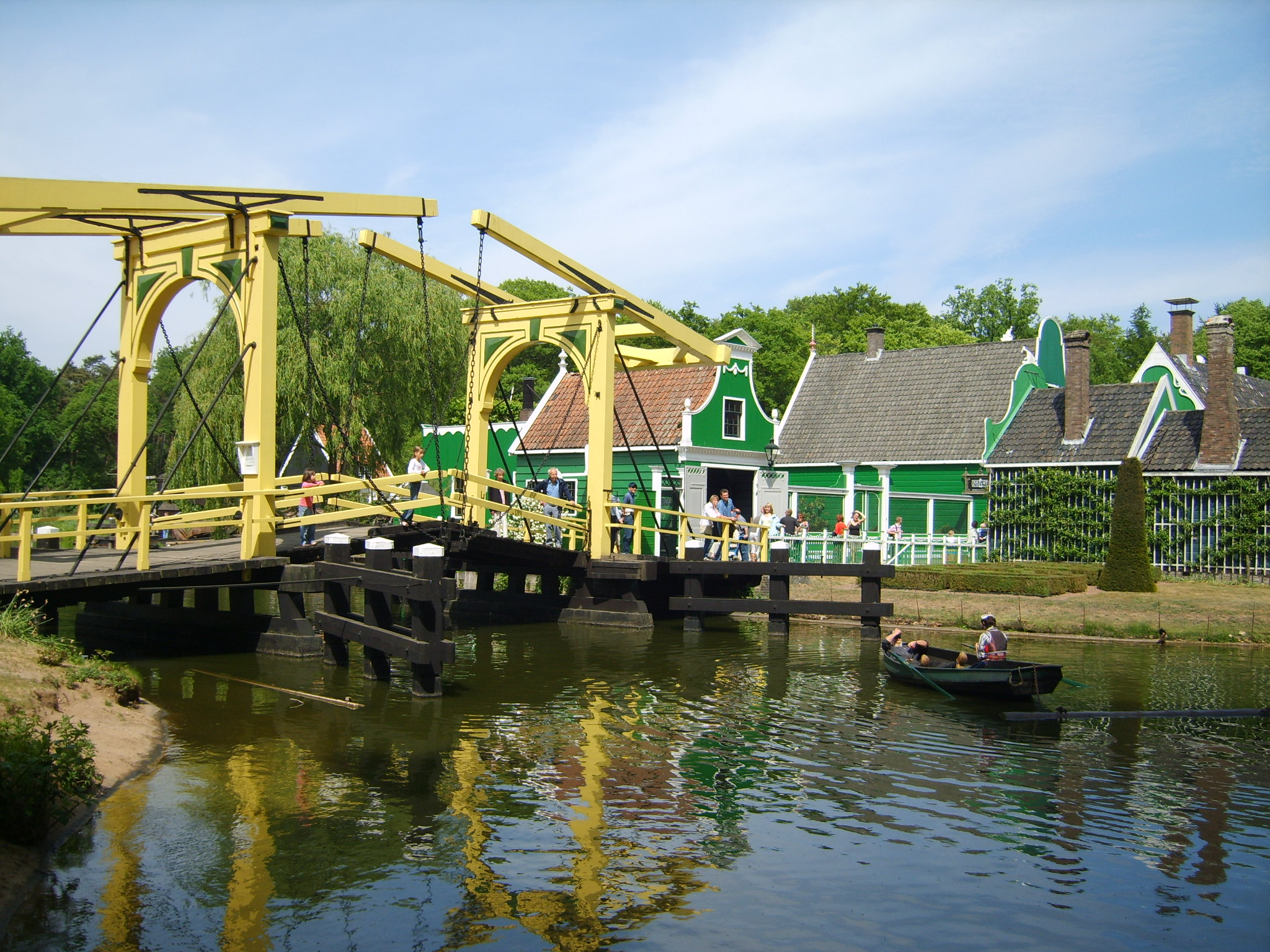
Most zwodzony nad kanałem
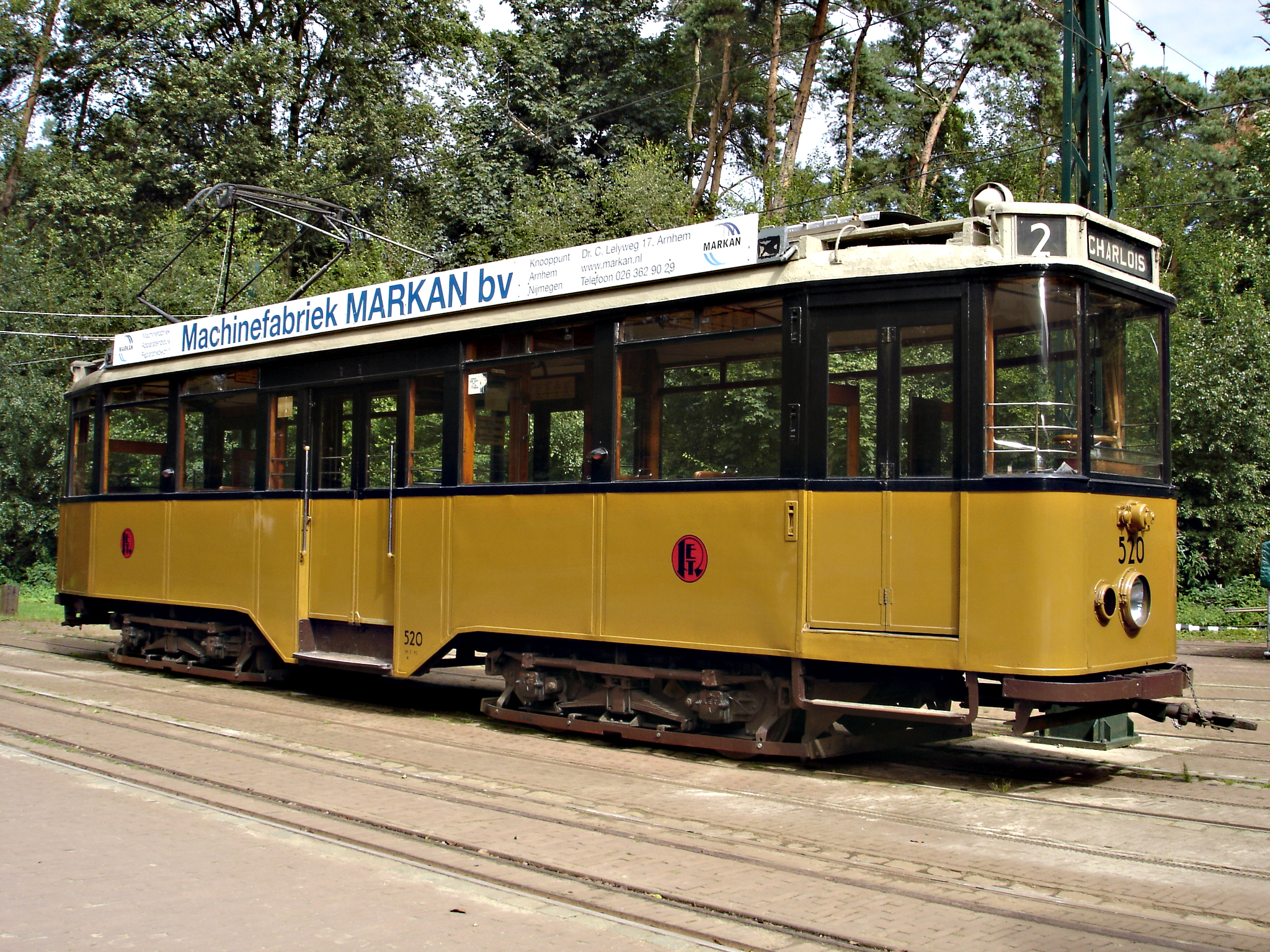
Zabytkowy tramwaj RET-520